# De Horsey Island
De Horsey Island is een eiland in het westen van Brits-Columbia in Canada.

## Geografie
Het eiland heeft noord-zuid een lengte van bijna 6,5 kilometer. Ten noordwesten ligt Smith Island aan de overzijde van de De Horsey Passage, ten noorden ligt aan de overzijde van de Eleanor Passage het Tsimpsean Peninsula van het vasteland van Canada, ten oosten ligt de Telegraph Passage met het vasteland aan de overzijde en ten zuidwesten ligt de Marcus Passage met aan de overzijde Kennedy Island.
De wateren rond het eiland liggen in de mariene ecoregio Noord-Amerikaans Pacifisch Fjordland.

## Geschiedenis
Het eiland werd in 1877 vernoemd naar schout-bij-nacht Algernon Frederick Rous de Horsey, opperbevelhebber van het Pacific Station (de Stille Oceaanvloot van de Royal Navy) van 1876 tot 1879. Zijn vlaggenschip was HMS Shah met 26 kanonnen onder kapitein Bedford.